# 丹尼莫拉 (紐約州村)
丹尼莫拉（英語：Dannemora）是位於美國紐約州克林頓縣的村。

## 人口
根據2020年美國人口普查的數據，丹尼莫拉的面積為3.13平方千米，皆為陸地。當地共有人口3287人，而人口密度為每平方千米1,050人。